# Segunda guerra chechena
La segunda guerra chechena inicio el 26 de agosto de 1999 tras la invasión del vecino Daguestán por parte de Chechenia y guerrilleros de la Brigada Internacional Islamista, también por una serie de atentados en Rusia que causaron cientos de muertes, siendo acusados los chechenos de estos actos. En respuesta el 1 de octubre las tropas rusas entraron en Chechenia. La campaña resultó en el fin de la independencia de la República Chechena de Ichkeria y restauró el control federal ruso sobre el territorio. A pesar de que es considerado por muchos como un conflicto interno dentro de la Federación de Rusia, la guerra atrajo a un gran número de combatientes extranjeros.
Durante la campaña inicial, militares y fuerzas paramilitares chechenas prorrusas se enfrentaron a los separatistas chechenos en combate abierto, y se apoderaron de la capital chechena, Grozni, después de un asedio de invierno que duró desde finales de 1999 hasta febrero de 2000. Rusia estableció un gobierno en Chechenia en mayo de 2000 y después de la escalada ofensiva la resistencia chechena continuó infligiendo bajas rusas en toda la región del Cáucaso Norte y desafió el control político ruso sobre Chechenia durante varios años más. Rusia acusó a los separatistas chechenos de llevar a cabo ataques contra civiles en Rusia. Estos ataques, así como las violaciones generalizadas de derechos humanos cometidas por ambas partes, provocaron la condena internacional.
El 15 de abril de 2009, la operación antiterrorista en Chechenia había terminado oficialmente. La cifra exacta de bajas de este conflicto es aún desconocida. Las estimaciones no oficiales indican entre 25 000 y 50 000 muertos o desaparecidos, la mayoría civiles en Chechenia. Las bajas rusas fueron más de 5200 (cifras oficiales de víctimas rusas) y alrededor de 11 000, según el Comité de Madres de Soldados.

## Antecedentes y causas bélicas
En 1996, los rebeldes chechenos expulsaron a los rusos de Grozni. Poco tiempo antes de las elecciones presidenciales rusas, Borís Yeltsin buscaba la reelección y terminar la guerra como fuese. Envió al general Aleksandr Lébed a negociar un armisticio con los rebeldes, que llevó a la independencia de facto de Chechenia.
En esos tres años de independencia, el poder central checheno (Aslán Masjádov fue elegido presidente en 1997) fue incapaz de controlar a las bandas armadas. Esto, unido a la desastrosa situación económica, la falta de empleo y la deriva islamista (estaba previsto el establecimiento de la sharia o ley islámica), convirtió al país en una fuente de inestabilidad.
Masjádov sobrevivió a numerosos atentados del espionaje ruso, y el representante ruso ante el gobierno checheno fue secuestrado en el aeropuerto de Grozni y asesinado. Hubo frecuentes escaramuzas fronterizas entre los rusos y las bandas chechenas, que desembocaron en el fracasado ataque checheno a Daguestán (julio de 1999 dirigido por Shamil Basáyev cuyo objetivo era crear una república islámica caucásica). 
El 5 de agosto de 1999, la Brigada Internacional Islámica (BII) (grupo paramilitar “Grupo terrorista” que reivindica la creación de un nuevo país islamista compuesto por  Chechenia, Osetia del Norte, Ingusetia, Kabardino-Balkaria, Karacháevo-Cherkesia, Adiguesia, Daguestán pertenecientes a Rusia y Osetia del Sur, perteneciente a Georgia, y cuya capital sería Grozni). Esta subregión se suele incluir dentro de Europa Oriental, una fuerza armada formada y comandada por Shamil Basáyev y Ibn al-Khattab a la que se les unieron miembros de la Shura daguestaní y mercenarios yugoslavos, turcos y afganos, una poderosa fuerza de 5000 a 7000 combatientes, de estos una fuerza de 1500 hombres partió con el objetivo de invadir Daguestán, las fuerzas chechenas encontraron una fuerte respuesta de las tropas rusas comandadas por Víktor Kazántsev, obligadas a retroceder las fuerzas rebeldes abandonaron definitivamente Daguestán el 28 de septiembre.
La ofensiva costó la vida de miles de combatientes y civiles y desplazó a más de 30 000 personas; este acontecimiento fue usado por el gobierno ruso como el casus belli para lanzar la campaña contra el gobierno separatista checheno. Otra consecuencia fue la dimisión del primer ministro Yevgueni Primakov, seguida del nombramiento para dicho cargo del entonces director del Servicio Federal de Seguridad (FSB), Vladímir Putin, por el presidente Borís Yeltsin. Poco después ocurren una serie de atentados terroristas en Moscú y otras ciudades.

## Inicio de la guerra
La guerra comenzó el 7 de agosto de 1999 con la invasión de la Brigada Internacional Islámica (IIB), una milicia islamista dirigida por dos de los señores de la guerra chechenos Shamil Basayev e Ibn al-Khattab, quienes decidieron la invasión a la vecina república rusa de Daguestán.
El 26 de agosto de 1999, el primer ministro ruso Vladímir Putin ordenó al ejército ocupar las zonas fronterizas para impedir nuevas incursiones chechenas contra Daguestán, mientras comenzaba un demoledor ataque aéreo contra la república rebelde.
En los meses iniciales de la guerra, Rusia se apoyó en un masivo ataque aéreo y terrestre utilizando misiles contra las principales ciudades. Gran parte de la población civil fue evacuada de las localidades donde se combatía. Los rusos avanzaron hacia Grozni, cuyo cerco completaron poco antes de Navidad; la capital chechena fue tomada por los rusos a principios de febrero de 2000, tras destruir lo poco que quedaba de ella.
Los rebeldes se retiraron a las montañas del sur, desde donde comenzarían una larga guerra de guerrillas contra las tropas rusas y los chechenos promoscovitas. 
En mayo los rusos denunciaron que unos "1500 chechenos y 3000 mercenarios talibanes" operaban desde el norte de Georgia lanzando ataques de guerrillas en la frontera sur de Chechenia. En agosto de 2002 el gobierno georgiano envió 1000 soldados a enfrentar a los guerrilleros, aunque esto no mejoró las relaciones entre Moscú y Tifilis.

## Restablecimiento de una administración prorrusa
En mayo de 2000 Putin restableció el gobierno directo del Kremlin. De cara a la normalización política de la república, se ofreció reiteradamente amnistía para los rebeldes que abandonasen las armas. En junio de ese año, Ajmat Kadýrov, separatista durante la primera guerra chechena (1994-1996) y ahora prorruso, fue nombrado por Putin presidente de una administración prorrusa formada por antiguos separatistas. El 9 de mayo de 2004 fue asesinado por los separatistas, siendo sustituido por su hijo Ramzán Kadýrov, inicialmente como primer ministro y después como presidente, sustituyendo en el cargo a Adul Aljánov (marzo de 2007). A pesar de proclamarse el fin de la guerra en 2002, los combates continuaron y los Kadýrov fueron acusados de establecer un régimen de terror.

## Crímenes de guerra
Los rusos fueron acusados de practicar la tortura sistemáticamente contra los hombres jóvenes (rebeldes o no), así como violaciones contra mujeres chechenas, saqueos, contrabando y malversación. Los medios rusos, salvo excepciones, silenciaron lo que ocurría.[cita requerida] Ramzán Kadýrov y sus paramilitares fueron acusados de graves crímenes por la periodista rusa Anna Politkóvskaya, quien sería asesinada en Moscú el 7 de octubre de 2006.
Los señores de la guerra chechenos, por su parte, también habrían cometido graves crímenes contra los prisioneros y civiles rusos, rehenes (tres rehenes extranjeros fueron decapitados al comienzo de la guerra) y contra sus propios civiles.
En las repúblicas vecinas, como Ingushetia o Daguestán, hay numerosos refugiados chechenos.
Amnistía Internacional, el Consejo de Europa y la Federación Rusa condenaron reiteradamente los actos terroristas que se acabaron con el presidente Ramzan Kadirov.

## El bando independentista
La ideología de los combatientes chechenos (bandidos según el punto de vista ruso) había evolucionado desde la guerra anterior desde un independentismo laico hasta llegar al islamismo wahabista. Mientras el señor de la guerra Shamil Basáyev representaba esta tendencia, el presidente electo de la Chechenia independentista (autoproclamada República de Ichkeria), Aslán Masjádov fue la voz moderada de los separatistas (aunque su autoridad fue siempre débil), quien al parecer buscaba una salida dialogada al conflicto pero murió en marzo de 2005 cuando tropas del FSB intentaban capturarlo.

### Señores de la guerra
Durante la primera guerra chechena los diversos caudillos locales empezaron a adquirir cada vez más poder en las zonas que controlaban, llegando a poseer grandes cantidades de hombres e influencias con las que pudieron disputar el poder a la siempre débil administración central encabezando sus propias fuerzas paramilitares. Entre estos señores de la guerra (en los que se suelen incluir también a los presidentes chechenos Ajmat y Ramzán Kadýrov) destacan:
- Movladi Baisárov: fue un antiguo miembro del FSB nacido en 1966. Comandante de la guardia personal de Ajmat Kadýrov y luego en jefe de su servicio de inteligencia llamado Gorets estando a cargo de ejecuciones sumarias, torturas y secuestros, cuando Ajmat murió en 2004 su hijo Ramzán ordenó al año siguiente disolver los Gorets orden a la que Baisárov se negó a cumplir, pasando a operar como una fuerza rebelde al noroeste de Grozny hasta su captura, llevado a Moscú donde fue asesinado por un escuadrón de Kadyrovitas el 18 de noviembre de 2006.
- Arbi Baráyev: nacido en 1973, fue policía soviético y guardaespaldas de su tío, el general y después vicepresidente checheno Vaja Arsánov (1950-2005), desde finales de la década de 1990 fue ganando poder expulsando a periodistas extranjeros y organizaciones humanitarias debilitando al gobierno central checheno asesinando a varios ministros. Durante la segunda guerra fue el responsable de varias masacres hasta que fue asesinado en un operativo de las fuerzas especiales rusas el 23 de junio de 2001, fue tío de Movsar Baráyev. Comando el SPIR fundado en 1996, tenía 400 miembros en 2001[25] y solo un centenar para 2005[26] y 2006.[27]

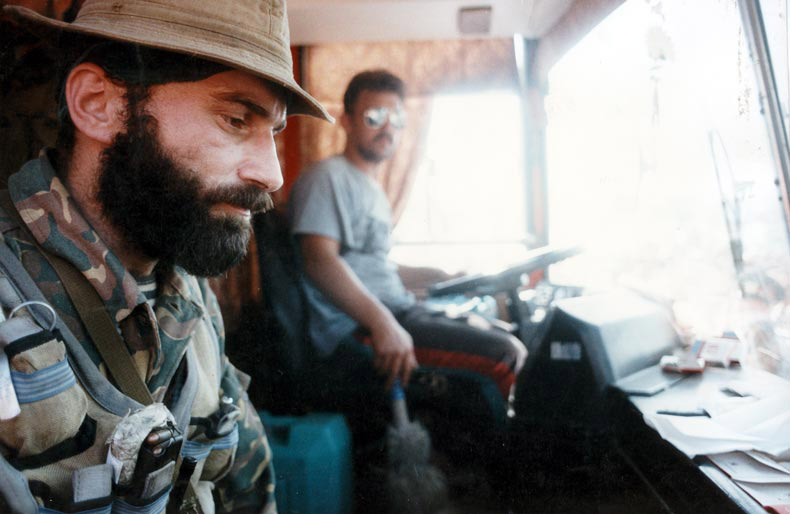
En primer plano, Shamil Basáyev en una imagen de 1995.

- Shamil Basáyev: nació en 1965, fue uno de los principales y más importantes líderes rebeldes chechenos, conocido por su fundamentalismo religioso. Realizó ataques terroristas desde 1991. También fue candidato a la presidencia chechena ese año, destacando en la primera guerra. Fue uno de los comandantes de la BII dirigiendo la ofensiva contra Daguestán en un intento de expandir su influencia fuera de Chechenia. Sus guerrillas fueron muy activas en la segunda guerra hasta su muerte a manos de las fuerzas especiales rusas cuando dirigía un convoy para lanzar un atentado el 9 de julio de 2006. Comando el RSRSBCM con 50 combatientes[28] y la BII con solo 100 guerrilleros en 2005.[29]
- Ruslán Gueláyev: nacido en 1964 tuvo un importante rol político y religioso entre 1994 y 2004 en el separatismo checheno realizando ataques de guerrilla como atentados, asesinatos y secuestros. Fue uno de los comandantes de la defensa de Grozny en el segundo conflicto pero ante la imposibilidad de detener la ofensiva rusa escapó a los bosques montañosos del sur checheno. Perseguido constantemente por las fuerzas rusas se refugió en la zona fronteriza con Georgia hasta que fue muerto en un punto de chequeo por guardias fronterizos.
- Sultán Guelisjánov: nació en 1955, fue policía soviético y destacó en la primera guerra pero se rebeló en 1997 contra el gobierno central checheno, comandó una poderosa milicia con la que resistió a las fuerzas de Moscú, acorralado por las tropas rusas se entregó en 2006.
- Said-Magomed Kakíyev: nacido en 1970 inicialmente operó por el bando independentista en los noventa pero al iniciarse la segunda guerra se pasó al bando prorruso agrupando a varios otros comandantes de milicias que prefirieron aquella opción, participó con sus hombres en la guerra de Osetia del Sur de 2008 contra Georgia.
- Ruslán Labazánov: líder guerrillero y jefe de la mafia chechena fue muy influyente y poderoso en el gobierno local, participó en la guerra de independencia chechena pero en 1996 fue asesinado a los veinte y nueve años posiblemente por órdenes de Shamil Basáyev.
- Salmán Radúyev: nacido en 1967 fue uno de los principales comandantes chechenos entre 1994 y 1999, especialmente poderoso como jefe miliciano tras la primera guerra, arrestado en 2000 murió en misteriosas circunstancias en una colonia penal rusa dos años después.
- Hermanos Yamadáyev: fueron tres hermanos que destacaron en la guerra de independencia y adquirieron poder tras el fin de esta pero que al oponerse a grupos islámicos que atacaron Daguestán prefirieron aliarse al gobierno ruso recibiendo importantes cargos en el gobierno títere. El mayor, Ruslán nació en 1961 y fue el que contó con mayor influencia hasta su asesinato en 2008; el segundo, Dzhabraíl nacido en 1970 fue asesinado en 2003; el menor, Sulim nació en 1973 y murió en Dubái por las heridas recibidas en un atentado en 2009.
- Ibn Al-Khattab: fue uno de los comandantes rebeldes, nació en 1969 en Arabia Saudita y fue el principal comandante de los muyahidines extranjeros que participaron en la guerra, luchó en Afganistán y llegó a Chechenia en 1994 aliándose con Basáyev y fundando la BII participó en la ofensiva contra Daguestán, tras la invasión rusa comando guerrillas y financió ataques terroristas hasta su muerte por el actuar del FSB en 2002.

## Insurgentes chechenos
Junto a tácticas tradicionales de guerrilla, los insurgentes han utilizado el terrorismo como otra de sus armas, sobre todo contra las nuevas autoridades establecidas en Grozny. 
El asalto al teatro de Moscú el 23 de octubre de 2002 por un grupo terrorista exigió, sin éxito, la retirada de las tropas rusas. Tres días más tarde el edificio fue asaltado por el Grupo Alfa del FSB. Gracias a un gas que fue enviado por las rejillas de ventilación y adormeció a los terroristas, el grupo de rescate consiguió entrar y tomar el control de la situación. Ninguno de los terroristas sobrevivió. Los rebeldes amenazaban con detonar bombas suicidas que causarían la muerte de los aproximadamente 850 rehenes, de éstos, 130 perecieron a causa del gas. Este desenlace fue satisfactorio para las fuerzas rusas ya que impidieron la muerte del resto de rehenes, la inmensa mayoría. Sin embargo suscitó polémica por el número de civiles muertos (9 de los cuales eran extranjeros) en un situación en que fue difícil trasladar a los rehenes intoxicados, además, el gobierno no dio a conocer los componentes del gas, negativa que médicos rusos criticaron alegando a que se podían haber salvado más vidas aplicando rápidamente antídotos apropiados. Informes posteriores señalan que se usaron fármacos para reanimar a los intoxicados. El gobierno ruso se negó a dar la fórmula del gas que provocó que los terroristas se durmieran por ser un arma de estrategia específicamente rusa, guardando los componentes como secreto de estado y alegando que de otro modo los enemigos podrían utilizarla con fines nocivos para el pueblo ruso. 
En respuesta al frustrado atentado, en diciembre dos camiones bomba destruyeron la sede central del gobierno prorruso en Grozni. En marzo de 2002, el dirigente Amir Khattab, murió, y Amir Abu al-Walid lo sucedió.
El 9 de mayo de 2004 fue asesinado Ajmat Kadýrov, el entonces presidente de la República Chechena (administración prorrusa) siendo sustituido por su hijo Ramzán Kadýrov, primero como primer ministro y después (marzo de 2007) como presidente.
Las autoridades rusas han insistido en que la guerra ha terminado, aunque para países de la OTAN Chechenia sigue sufriendo una situación inestable. La guerrilla continuó sus operaciones liderados por Shamil Basáyev hasta que murió en 2006 por un ataque ruso, según los rusos, o un accidente según los chechenos. Con la llegada de Ramzan Kadirov, la República de Chechenia, parte de la Federación Rusa, vive sin ataques terroristas.

## El problema georgiano
La guerra de Chechenia produjo también reiterados choques diplomáticos entre Rusia y Georgia, país que (según los rusos) habría permitido a los rebeldes chechenos establecer un santuario en su zona fronteriza. Estas acusaciones aumentaron después de la caída del presidente Eduard Shevardnadze, sustituido por el nacionalista y prooccidental Mijaíl Saakashvili. Los georgianos replicaron que Rusia apoya a territorios georgianos independizados de facto, como Abjasia y Osetia del Sur. Estas tensiones llevaron al gobierno ruso a decretar un embargo económico contra el país caucásico y fomentaron un clima antigeorgiano.

## Bajas

### Militares

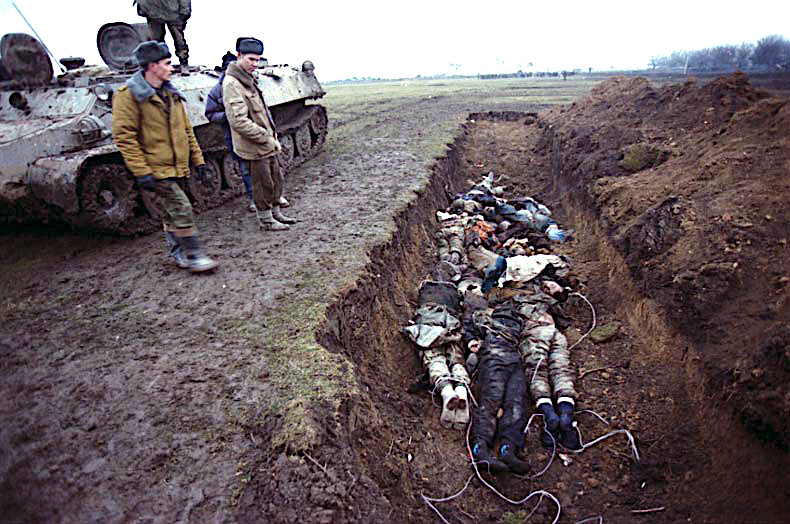
Una fosa común en Chechenia.

Las bajas militares de ambos bandos son imposible de verificar y se cree que son muy elevadas. La lista oficial de bajas militares publicadas por el Ministerio de Defensa ruso el 10 de agosto de 2005 son de 3450 soldados rusos desde 1999. Estos datos son muy parciales.
Las organizaciones independientes rusas y occidentales elevan mucho el número, por ejemplo, la Unión de los Comités de Madres de Soldados de Rusia estimaron sobre 11 000 bajas rusas entre 1999 y 2003.

### Civiles
Según la administración prorrusa, igual que los separatistas, fueron entre 200 000 y 500 000 los civiles muertos en las dos guerras. Las fuentes independientes rebajan mucho esta cantidad. Según el grupo pro-Derechos Humanos Memorial entre 15 000 y 2 000 civiles murieron o desaparecieron entre 1999 y 2006. La Sociedad de Amistad Ruso-Chechena estima en las dos guerras entre 150 000 a 200 000 civiles (sumados a los 20 000 a 40 000 soldados rusos y posiblemente la misma cantidad de rebeldes chechenos). Cifras oficiales del actual gobierno checheno estiman que unos 100 000 rusos étnicos y 30 000 a 40 000 chechenos, cifras en las que se incluyen unos 10 000 soldados rusos. Según Amnistía Internacional la segunda guerra mató al menos a 25 000 personas desde 1999, y otras 5000 personas están desaparecidas.

## "Chechenización" de Rusia
Otra consecuencia de la guerra fue el hecho de que los soldados y policías que intervinieron en la guerra se acostumbraron al clima de impunidad en el que actuaban y, a la vuelta, importaron a sus regiones de origen la brutalidad policial. Aparte, los veteranos de la guerra sufren a menudo de secuelas psicológicas y físicas, fenómeno llamado el síndrome checheno, que quedó recogido en la obra de Arkadi Bábchenko "La guerra más cruel", así como en la de otros autores.